# Sneum Sogn
Sneum Sogn ist eine Kirchspielsgemeinde (dän.: Sogn)  im südlichen Dänemark. Bis 1970 gehörte sie zur Harde Skast Herred im damaligen Ribe Amt, danach zur Esbjerg Kommune im erweiterten Ribe Amt, die im Zuge der  Kommunalreform zum 1. Januar 2007 in der „neuen“  Esbjerg Kommune in der Region Syddanmark aufgegangen ist.

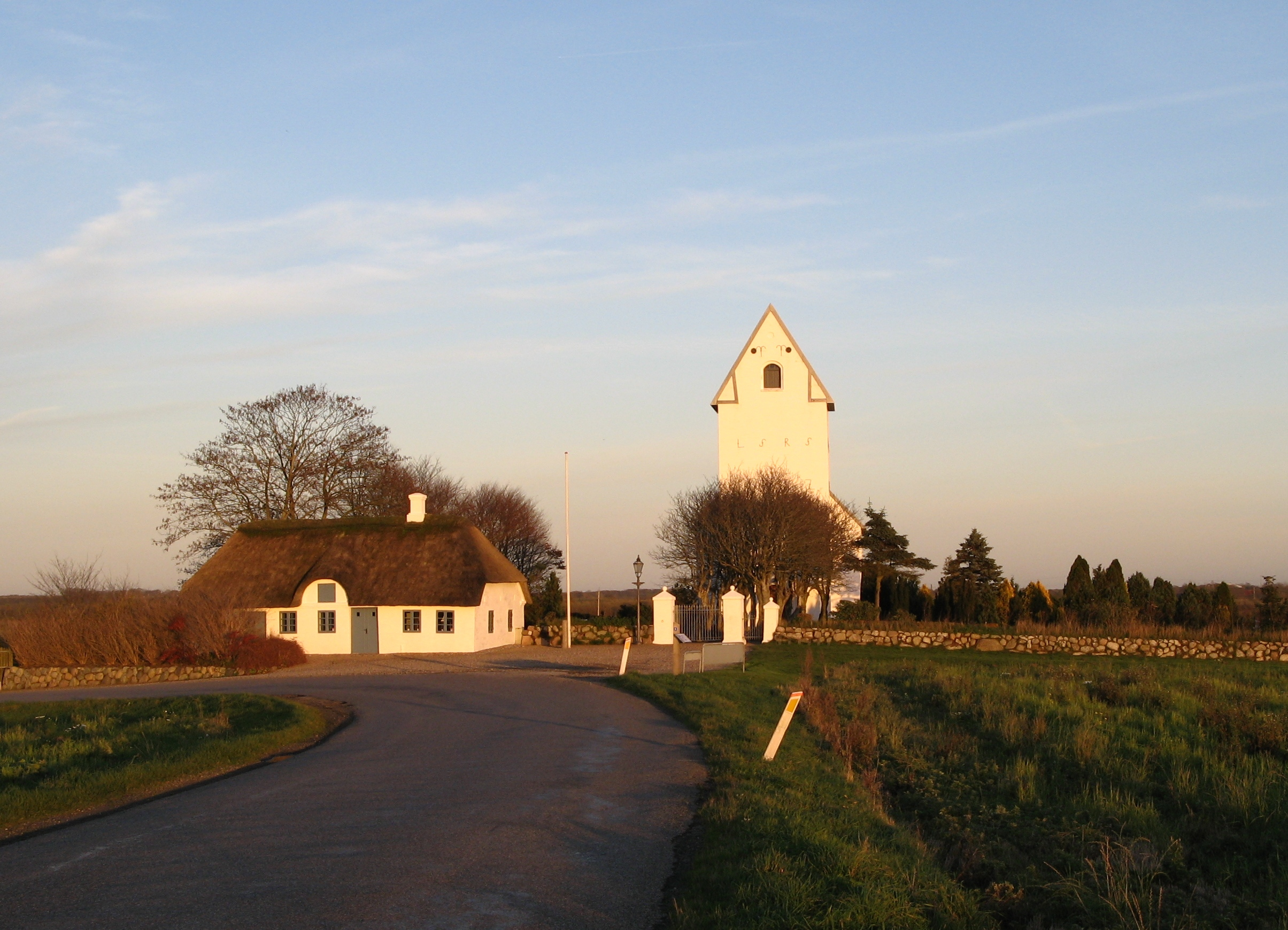
Sneum Kirke von Westen

Im Kirchspiel leben 299 Einwohner (Stand:1. Januar 2023). Im Kirchspiel liegt die Kirche „Sneum Kirke“.
Nachbargemeinden sind im Norden Vester Nykirke Sogn, im Osten Bramming Sogn, im Südosten Darum Sogn und im Westen Tjæreborg Sogn und Skads Sogn.